# Pleasant Valley (Virgínia de l'Oest)
Pleasant Valley és una població dels Estats Units a l'estat de Virgínia de l'Oest. Segons el cens del 2000 tenia 3.124 habitants.

## Demografia
Segons el cens del 2000, Pleasant Valley tenia 3.124 habitants, 1.361 habitatges, i 899 famílies. La densitat de població era de 361,1 habitants per km².
Dels 1.361 habitatges en un 27,1% hi vivien nens de menys de 18 anys, en un 52,4% hi vivien parelles casades, en un 11,2% dones solteres, i en un 33,9% no eren unitats familiars. En el 28,1% dels habitatges hi vivien persones soles el 12,2% de les quals corresponia a persones de 65 anys o més que vivien soles. El nombre mitjà de persones vivint en cada habitatge era de 2,29 i el nombre mitjà de persones que vivien en cada família era de 2,81.
Per edats la població es repartia de la següent manera: un 21,1% tenia menys de 18 anys, un 9,6% entre 18 i 24, un 30% entre 25 i 44, un 23% de 45 a 60 i un 16,4% 65 anys o més.
L'edat mediana era de 38 anys. Per cada 100 dones de 18 o més anys hi havia 86,9 homes.
La renda mediana per habitatge era de 33.686 $ i la renda mediana per família de 43.036 $. Els homes tenien una renda mediana de 30.980 $ mentre que les dones 22.219 $. La renda per capita de la població era de 18.255 $. Entorn del 9,8% de les famílies i el 12,5% de la població estaven per davall del llindar de pobresa.

## Poblacions més properes
El següent diagrama mostra les poblacions més properes.